# Majasaari (ö i Kymmenedalen, Kotka-Fredrikshamn, lat 60,47, long 27,22)
Majasaari är en ö i Finland. Den ligger i Finska viken och i kommunen Fredrikshamn i den ekonomiska regionen  Kotka-Fredrikshamn i landskapet Kymmenedalen, i den södra delen av landet. Ön ligger omkring 15 kilometer öster om Kotka och omkring 130 kilometer öster om Helsingfors.
Öns area är 78 hektar och dess största längd är 1,8 kilometer i nord-sydlig riktning. Ön höjer sig omkring 20 meter över havsytan.